# Escamps (Yonne)
Escamps é uma comuna francesa na região administrativa de Borgonha-Franco-Condado, no departamento de Yonne. Estende-se por uma área de 22,1 km². Em 2010 a comuna tinha 911 habitantes (densidade: 41,2 hab./km²).